# Axel Schwickert
Axel C. Schwickert (* 1962) ist ein deutscher Wirtschaftswissenschaftler. Er ist seit 2003 Professor für Wirtschaftsinformatik an der Justus-Liebig-Universität Gießen.

## Leben
Nach einem Studium, erfolgte die Promotion 1995 und die Habilitation 2000. Schwickert lehrt seit 2001 am Fachbereich Wirtschaftswissenschaften mit den Schwerpunkten E-Business und Web-Site-Engineering, IT-Service-Management und IT-Compliance sowie E-Learning und E-University.

## Schriften
- Web Site Engineering – Ökonomische Analyse und Entwicklungssystematik für eBusiness-Präsenzen von Unternehmen, Stuttgart, Leipzig: 2001